# Pasywa
Pasywa (łac. passivum rodzaj nijaki od passivus ‘bierny’ od pati ‘cierpieć’) – termin księgowy oznaczający źródła pochodzenia majątku przedsiębiorstwa. Istnieją generalnie dwa źródła pozyskiwania majątku: kapitały (fundusze) własne, przekazane jednostce przez właścicieli, oraz wypracowane w trakcie działalności jednostki gospodarczej kapitały (fundusze) obce, czyli wszelkie zobowiązania.
Każdy składnik aktywów musi mieć swoje źródło pochodzenia, zatem suma aktywów musi być zawsze równa sumie pasywów. Jest to podstawowe równanie bilansowe, wyrażające tzw. równowagę finansową.

## Rozumienie cywilnoprawne
W rozumieniu cywilnoprawnym pojęcie pasywów ma inne znaczenie i oznacza zadłużenie, ciężary. W takim ujęciu pasywa nie muszą równać się aktywom. Bywa używane np. w odniesieniu do spadku (pasywa spadkowe) lub odpowiedzialności odszkodowawczej i bezpodstawnego wzbogacenia.

## Kryteria podziału pasywów
Składniki pasywów dzieli się według różnych kryteriów:
- w zależności od tego, czy są one pochodzenia własnego (kapitał własny) czy obcego (zobowiązania),
- w zależności od tego, czy pozostają trwale (kapitały własne) czy przejściowo w dyspozycji przedsiębiorstwa,
- według zapadalności (zobowiązania długo- i krótkoterminowe).

## Prezentacja pasywów w bilansie
1. Kapitał (fundusz) własny
  1. kapitał (fundusz) podstawowy
  2. kapitał (fundusz) zapasowy
  3. kapitał (fundusz) z aktualizacji wyceny
  4. pozostałe kapitały (fundusze) rezerwowe
  5. zysk (strata) z lat ubiegłych
  6. zysk (strata) netto
  7. odpisy zysku netto w ciągu roku obrotowego (wielkość ujemna)
2. Zobowiązania i rezerwy na zobowiązania (kapitał obcy)
  1. rezerwy na zobowiązania
    - rezerwa z tytułu odroczonego podatku
    - rezerwa na świadczenie emerytalne i podobne:
      - długoterminowa
      - krótkoterminowa

    - pozostałe rezerwy
      - długoterminowe
      - krótkoterminowe

  2. zobowiązania długoterminowe
    - wobec jednostek powiązanych
    - wobec pozostałych jednostek
      - kredyty i pożyczki
      - zobowiązania z tytułu emisji dłużnych papierów wartościowych
      - inne zobowiązania finansowe
      - inne zobowiązania długoterminowe

  3. zobowiązania krótkoterminowe
    - wobec jednostek powiązanych
      - z tytułu dostaw i usług o okresie wymagalności (do 12 miesięcy / powyżej 12 miesięcy)
      - inne zobowiązania krótkoterminowe

    - wobec pozostałych jednostek
      - kredyty i pożyczki
      - zobowiązania z tytułu emisji dłużnych papierów
      - inne zobowiązania finansowe
      - zobowiązania z tytułu dostaw i usług w okresie wymagalności (do 12 miesięcy / powyżej 12 miesięcy)
      - zaliczki otrzymane na dostawy
      - zobowiązania wekslowe
      - zobowiązania z tytułu podatków
      - zobowiązania z tytułu wynagrodzeń

    - fundusze specjalne

  4. rozliczenia międzyokresowe
    - ujemna wartość firmy
    - inne rozliczenia międzyokresowe
      - długoterminowe
      - krótkoterminowe

## Pasywa typowe dla organizacji opartej na wiedzy
Aktywa organizacji opartej na wiedzy obejmują tradycyjne aktywa trwałe i obrotowe oraz charakterystyczne dla niej aktywa kompetencyjne. Bilansową równowagą aktywów kompetencyjnych jest kapitał intelektualny, który dzieli się na: kapitał intelektualny przyjęty, kapitał intelektualny wytworzony i kapitał doświadczenia.
Dobrowolne ujawnianie w sprawozdaniu finansowym wartości kapitału intelektualnego nie wynika wprost z aktualnie obowiązujących przepisów prawa bilansowego, ale z zasady prawdziwego i rzetelnego obrazu oraz zasady wyższości treści nad formą.